# ジョン・コルタジャレナ
ジョン・コルタジャレナ（Jon Kortajarena Redruello、1985年5月19日 - ）は、スペインのファッションモデル。

## 略歴

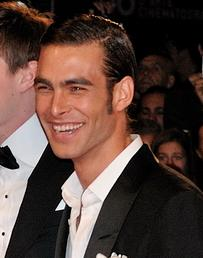
2009年

これまでにトム・フォード、アルマーニ、エトロ、ディーゼル、H&Mなどのキャンペーンモデルをつとめている。2009年、フォーブスが発表した「最も活躍している10人の男性ファッションモデル」において8位にランクインした。インデペンデント系の映画鑑賞や読書が趣味で、パウロ・コエーリョなどの本を愛読しているという。トム・フォードの監督映画『シングルマン』にてスクリーンデビュー。